# Jordhumlefluga
Jordhumlefluga (Pocota personata) är en tvåvingeart som först beskrevs av Harris 1780.  Jordhumlefluga ingår i släktet pälsblomflugor, och familjen blomflugor. Enligt den svenska rödlistan är arten nära hotad i Sverige. Arten förekommer i Götaland, Svealand och Nedre Norrland. Artens livsmiljö är jordbrukslandskap, stadsmiljö, skogslandskap. Inga underarter finns listade i Catalogue of Life.